# 西田陽子
西田 陽子（にしだ ようこ、1980年1月8日 - ）は、沖縄県出身の元バスケットボール選手である。旧姓・安谷屋（あだにや）。オーエスジーフェニックスでプレーした兄健太とともに「沖縄バスケ界のパイオニア」と呼ばれた。

## 来歴
室川小学校でバスケを始め、安慶田中学校では1994年に沖縄女子初のジュニアオールスター優勝。沖縄県立北中城高等学校でインターハイベスト8に貢献し、ジュニア日本代表主将も務めた。愛知学泉大学でも黄金時代を支え、2001年には国体準優勝を経験。インカレでは敢闘賞を受賞した。
卒業後、三菱電機に入社。1年目から主力として定着。2006年にW1降格となるも、入れ替え戦進出に貢献。2007年引退。地元に戻り、沖縄県立嘉手納高等学校の教員を務めていたが、2008年にアシスタントコーチとして三菱に復帰。2011年退任。
母校の愛知学泉大学では家庭科教員免許を取得したが、愛知教育大学で保健体育科の免許も取得した。
2010年結婚により西田姓となり、娘がいる。
2013年に帰郷して沖縄県立首里東高等学校に教員として赴任。2023年現在は沖縄県立具志川商業高等学校の教員として活動している。

## 経歴
- 北中城高 - 愛知学泉大 - 三菱電機（2002年〜2007年）

## 受賞歴
- 2002-03Wリーグ ルーキー・オブ・ザ イヤー